# Províncias de Moçambique
Moçambique está dividido em 11 províncias, incluindo a cidade capital Maputo que tem estatuto provincial:
| Chave do Mapa | Província       | Capital   | Área (km2) | População (censo 2007) | População (censo 2017) | Região |
| ------------- | --------------- | --------- | ---------- | ---------------------- | ---------------------- | ------ |
| 2             | Cabo Delgado    | Pemba     | 82.625     | 1,634,162              | 2,320,261              | Norte  |
| 9             | Gaza            | Xai-Xai   | 75.709     | 1,236,284              | 1,422,460              | Sul    |
| 8             | Inhambane       | Inhambane | 68.615     | 1,304,820              | 1,488,676              | Sul    |
| 6             | Manica          | Chimoio   | 61.661     | 1,438,386              | 1,945,994              | Centro |
| 11            | Maputo (cidade) | -         | 300        | 1,111,638              | 1,120,867              | Sul    |
| 10            | Maputo          | Matola    | 26.058     | 1,225,489              | 1,968,906              | Sul    |
| 3             | Nampula         | Nampula   | 81.606     | 3,985,613              | 5,758,920              | Norte  |
| 1             | Niassa          | Lichinga  | 129.056    | 1,213,398              | 1,810,794              | Norte  |
| 7             | Sofala          | Beira     | 68.018     | 1,685,663              | 2,259,248              | Centro |
| 5             | Tete            | Tete      | 100.724    | 1,807,485              | 2,648,941              | Centro |
| 4             | Zambézia        | Quelimane | 105.008    | 3,890,453              | 5,164,732              | Centro |

Resultados de 2007 e 2017 foram reajustados para incluir taxa de omissão